# Formación Fra Mauro

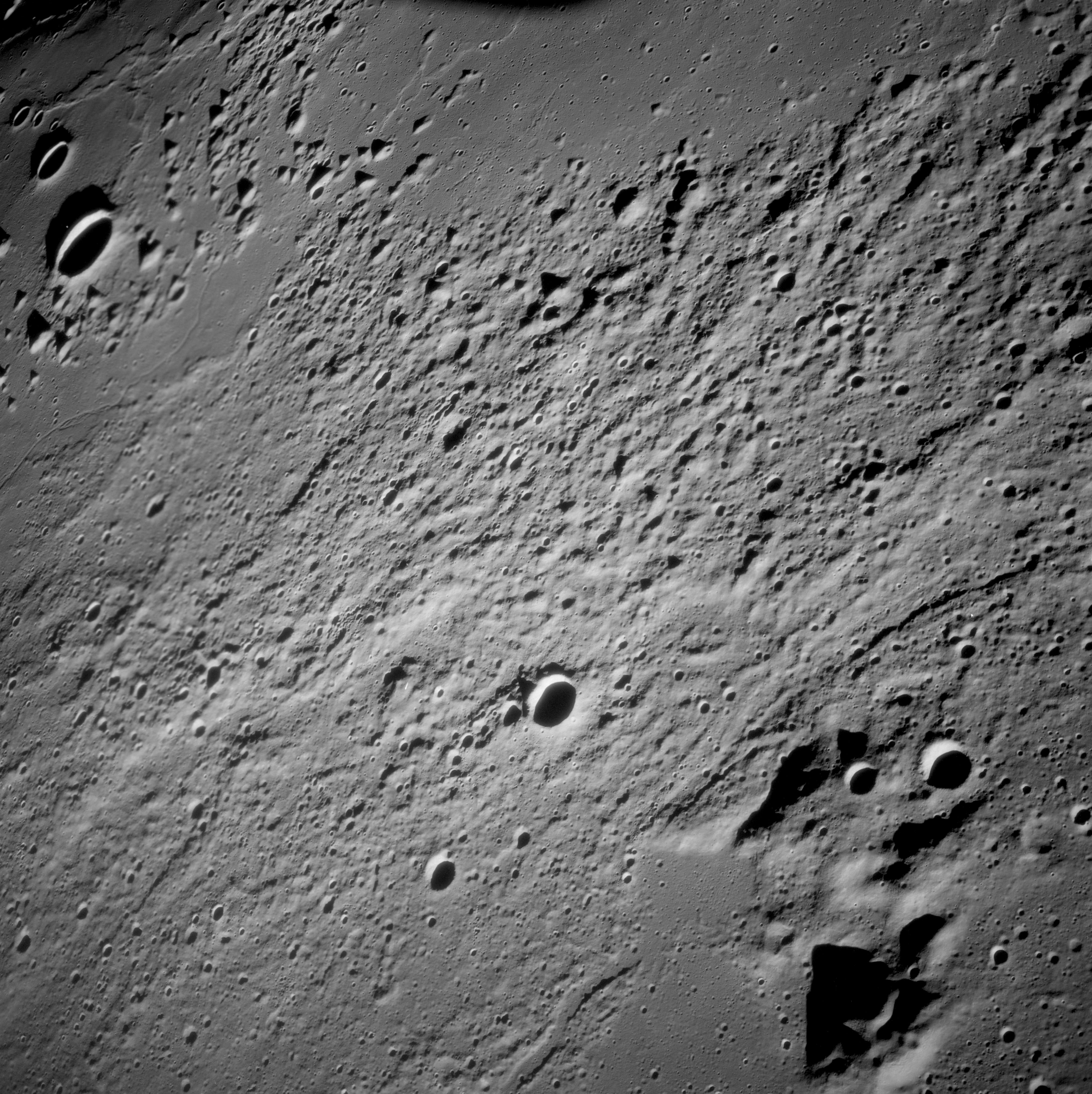
Vista oblicua de Fra Mauro tomada desde la órbita lunar durante la misión Apolo 12.

La formación Fra Mauro (o las Tierras Altas de Fra Mauro) es un paraje selenológico situado en la cara visible de la Luna utilizado como lugar de aterrizaje de la misión espacial estadounidense Apolo 14 en 1971. Debe su nombre al cráter de 80 kilómetros de diámetro Fra Mauro, localizado en su interior. A su vez, el cráter tomó su nombre de Fra Mauro, un monje y cartógrafo italiano del siglo XV. Originalmente estaba planificado que el Apolo 13 alunizase en las tierras altas de Fra Mauro, pero no pudo hacerlo debido a un problema técnico durante la aproximación.
Se piensa que la formación Fra Mauro pudo ser formada por eyecciones o escombros procedentes del impacto que originó el Mare Imbrium. Durante la misión Apolo 14, los miembros de la tripulación tomaron muestras de los materiales del cráter Cono, un elemento muy próximo al lugar de aterrizaje de la misión, que proporcionó una idea de la composición del material profundo dentro de la formación. El dato de la misión ha ayudado a determinar la edad aproximada del Mare Imbrium, sugiriendo que no tiene más allá de aproximadamente 4.250 millones de años de antigüedad.

## Formación y geografía
Fra Mauro es una extensión montuosa de particulares características geológicas que cubre grandes porciones de la superficie lunar alrededor del Mare Imbrium. Se piensa que pudo ser formado por las eyecciones del impacto que originó el mar. El área está principalmente compuesta de crestas y cerros relativamente bajos, entre los que existen valles ondulados. Gran parte del manto de material eyectado con el impacto del Mare Imbrium ha sido cubierto con escombros procedentes de impactos más recientes y por materiales precipitados por posibles movimientos sísmicos. Los escombros presentes en la formación pueden haberse originado en profundidad bajo la corteza lunar original, por lo que las muestras recogidas allí podrían dar una idea de la historia geológica de la Luna. La petrología de la formación, basada en los datos obtenidos por el Apolo 14, indica una historia de impacto y eyección, posiblemente abarcando un período de aproximadamente 500 millones de años.
Un impacto relativamente reciente creó el cráter Cono, con unos 300 metros de diámetro y 75 metros de profundidad, cercano al lugar de alunizaje del Apolo 14. Uno de los objetivos principales de aquella misión era tomar muestras del material original localizado en el brocal del Mare Imbrium.
Las muestras obtenidas de la formación Fra Mauro durante la misión Apolo 14 sugieren que el impacto que formó la cuenca del Mare Imbrium no tiene más allá de 4.250 millones de años.

## Geología

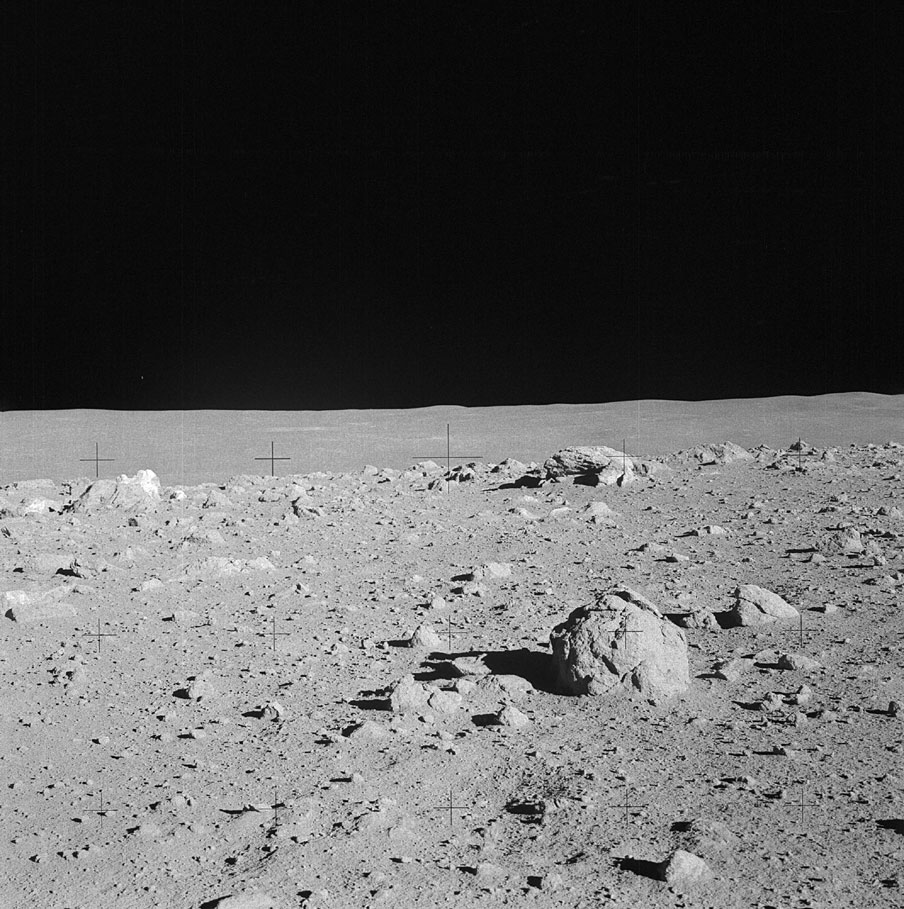
Fotografía tomada durante la misión Apolo 14 mostrando un grupo de rocas próximas al brocal del cráter Cono. Nótese la estratificación de algunas de las rocas más grandes.

El análisis de las muestras tomadas por el Apolo 14 sugieren que aparecen cinco componentes geológicas principales en el área inmediata al punto de aterrizaje: brechas regolíticas, brechas fragmentarias, litologías ígneas, litologías granulares, y litologías vítreas de impacto. Muestras de cada una de estas composiciones fueron recogidas en una o en ambas de las dos unidades geológicas más importantes próximas al lugar de aterrizaje del Apolo 14 dentro de Fra Mauro: el manto de impacto inmediato al cráter Cono (de aproximadamente 25 millones de años de antigüedad), y el terreno circundante más antiguo.

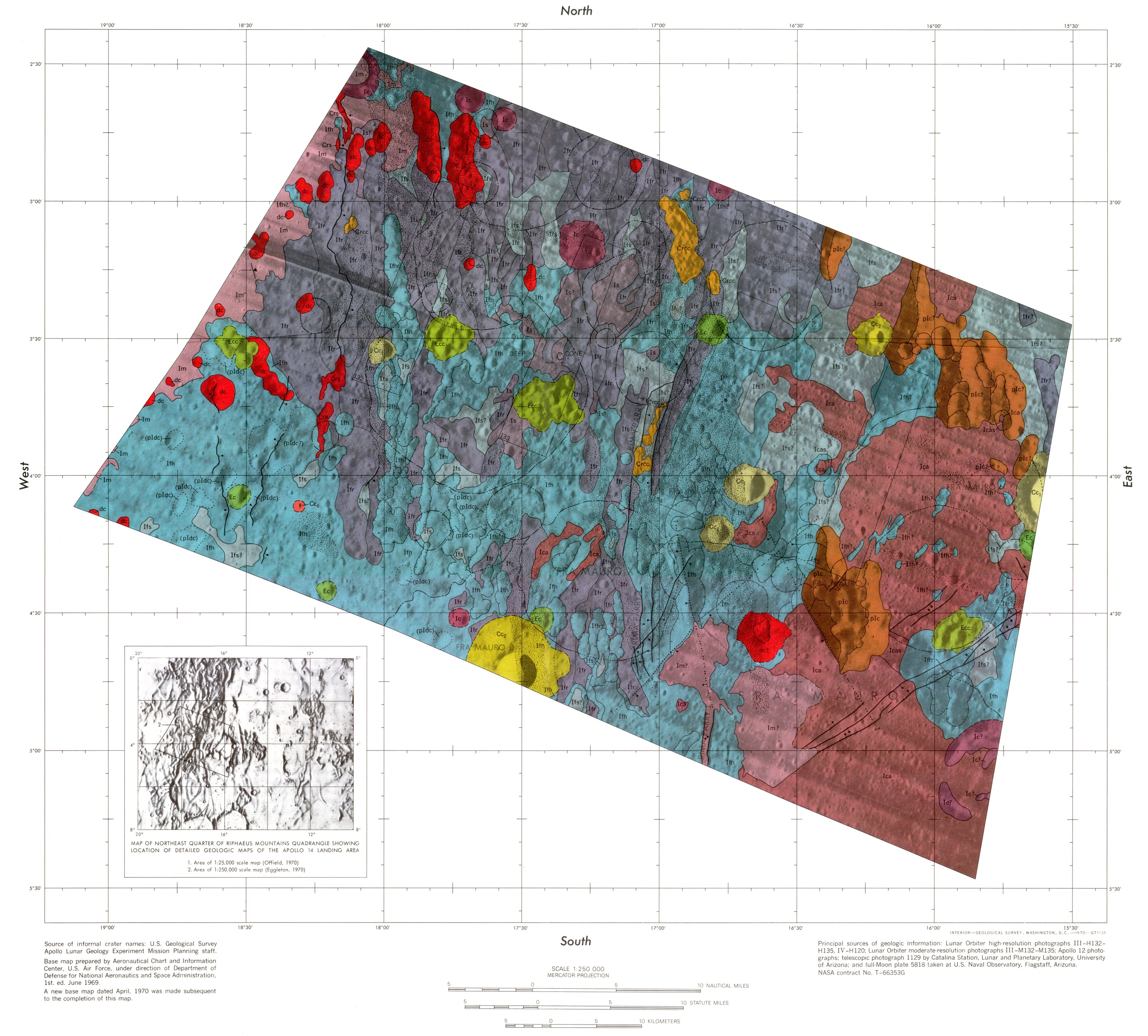
Mapa Geológico de un área de la formación (Hacer "clic" para ampliar y ver la leyenda de colores).

Durante la misión Apolo 14, los astronautas Alan Shepard y Edgar Mitchell recogieron materiales eyectados en el impacto del cráter Cono, que se estima que pudo haber excavado durante el impacto que lo formó unos 80 m en el material superficial del Mare Imbrium. La mayoría de estas muestras están clasificadas como brechas de la proximidad del cráter Cono.
Los estudios realizados con las muestras de Apolo 14 han mostrado que sus materiales no apoyan la posibilidad de que el lugar de aterrizaje tuviera un suelo formado por rocas volcánicas o basaltos. Los basaltos son escasos en las muestras eyectadas del cráter Cono, siendo algo más abundantes en las muestras recuperadas más al oeste, en el lado opuesto del lugar de aterrizaje inmediato. Dos explicaciones han sido conjeturadas para justificar este hecho: (1) la mayoría del basalto en el lugar de aterrizaje yace por debajo de la profundidad excavada durante la formación del cráter Cono o (2) el basalto situado presuntamente por debajo del punto de aterrizaje pudo haber sido excavado por un cráter cercano con un diámetro de 100 m (328,1 pies) m. Se cree que esta última hipótesis es más verosímil, porque los pocos basaltos recuperados son similares a los basaltos recuperados en el cráter Cono. No se ha podido establecer concluyentemente si los basaltos hallados tienen una relación directa con el lugar de aterrizaje o no, al estar localizado en un valle entre crestas, donde existe la posibilidad de que los basaltos hayan sido meramente depositados allí a raíz de otros acontecimientos de impacto.
Los miembros de la tripulación del Apolo 14 tomaron muestras de rocas eyectadas procedentes del cráter Cono. Estas rocas son brechas estratificadas y fracturadas, contrastando con el aspecto del área circundante, mucho más antigua. Las rocas de mayor tamaño y número cercanas al cráter Cono, se piensa que pudieron originarse a mayor profundidad. Estas rocas muestran las que se consideran características generales de la formación Fra Mauro: textura clástica, estratificación, y diaclasado o fracturación.

## Elección del lugar de alunizaje
Al inicio de las misiones Apolo, los lugares de alunizaje potencial se restringieron a regiones ecuatoriales por razones técnicas. Después de que el Apolo 12 demostró la capacidad de aterrizar en una zona específica predeterminada, en la planificación de las misiones posteriores se consideró realizar aterrizajes en lugares de la Luna relativamente escarpados, pero de interés geológico.
La misión abortada del Apolo 13 estaba originalmente prevista para aterrizar en Fra Mauro, con el Apolo 14 planificado para aterrizar en la región Littrow del Mare Serenitatis. Después de que el Apolo 13 no pudiese aterrizar, se decidió reasignar el objetivo de Fra Mauro al Apolo 14, por ser considerado más interesante científicamente que Littrow. En Fra Mauro, el Apolo 14 tuvo el objetivo de tomar muestras de los materiales ejectados durante el impacto que originó el Mare Imbrium para obtener una imagen más precisa de la historia geológica de la Luna. El lugar de aterrizaje próximo al cráter Cono (de formación reciente), fue elegido porque la depresión del cráter sirvió como un 'sondeo natural' que permitió a los astronautas obtener materiales de eyección del Mare Imbrium, el objetivo primario de la misión.

Panorama del punto de aterrizaje del Apollo 14 (1971)